# Harasztos község
Harasztos község (románul: Comuna Călărași) község Kolozs megyében, Romániában. Központja Harasztos, beosztott falvai Bogátpuszta, Harasztosi vasútitelep.

## Fekvése
Kolozs megye délkeleti részén helyezkedik el, Tordától 15 kilométer távolságra. Torda irányából megyei úton közelítherő meg. Áthalad rajta a Biharpüspöki–Bukarest vasúti fővonal.

## Népessége
A 2011-es népszámlálás adatai alapján a község népessége 2021 fő volt.

## Nevezetességei
A községből egyetlen épület sem szerepel a romániai műemlékek jegyzékében.

## Híres emberek
- Harasztoson születtek Murádin László nyelvész (1930), Nagy Enikő festő, iparművész (1935), Murádin Jenő művészettörténész (1937).